# 1055
1055 (MLV) var ett normalår som började en söndag i den julianska kalendern.

## Händelser

### Januari
- 11 januari – Theodora blir regerande kejsarinna över bysantinska riket.

### April
- 13 april – Sedan påvestolen har stått tom i ett år väljs Gebhard av Dollnstein-Hirschberg till påve och tar namnet Viktor II.

### Okänt datum
- Seldjukerna erövrar Bagdad.

## Födda
- Inge den äldre (möjligen född kring detta år), kung av Sverige 1079 eller 1080–1105.
- Bertha av Holland, fransk drottning, gift med Filip I av Frankrike.

## Avlidna
- 11 januari – Konstantin IX Monomachos, bysantinsk kejsare sedan 1042.
- 26 maj – Adalbert, markgreve av Österrike sedan 1018.
- December – Benedictus IX, född Theophylactus av Tusculum, påve 1032–1044, 1045 och 1047–1048 (död detta eller nästa år).